# الرعاية الصحية في كوريا الجنوبية
تطبق الرعاية الصحية في كوريا الجنوبية (بالإنجليزية: Healthcare in South Korea) نظام الرعاية الشاملة، على الرغم من تمويلها بجزء كبير من القطاع الخاص. يعتمد نظام الرعاية الصحية في كوريا الجنوبية على خدمة التأمين الصحي الوطنية، وهو برنامج التأمين الصحي العام الذي تديره وزارة الصحة والرعاية الاجتماعية والذي يجب على الكوريين الجنوبيين ذوي الدخل الكافي دفع اشتراكاتهم من أجل تأمين أنفسهم ومعاليهم، وأيضًا برنامج المعونة الطبية، وهو برنامج للرعاية الاجتماعية تديره الحكومة المركزية والحكومات المحلية لتأمين غير القادرين على دفع اشتراكات التأمين الصحي الوطني. في عام 2015، احتلت كوريا الجنوبية المرتبة الأولى في منظمة التعاون الاقتصادي والتنمية في مجال الوصول إلى الرعاية الصحية. يتمتع نظام الرعاية الصحية بكونه من بين أعلى المستويات في العالم - تم تصنيف كوريا الجنوبية على أنها ثاني أكثر أنظمة الرعاية الصحية كفاءة من قِبَل بلومبيرغ إل بي. يعتمد التأمين الصحي في كوريا الجنوبية على نظام أحادي الدافع. أدى إدخال التأمين الصحي إلى زيادة كبيرة في الاستفادة من خدمات الرعاية الصحية. إن مقدمي الرعاية الصحية مثقلون بأعباء الحكومة التي تستفيد من خدماتهم.

## نظام التأمين الصحي

### نظام أحادي الدافع
تم إدخال التأمين الصحي الاجتماعي مع قانون التأمين الصحي الوطني لعام 1977، والذي يوفر للعمال الصناعيين في الشركات الكبيرة حق التأمين الصحي. تم توسيع البرنامج في عام 1979 ليشمل عمال آخرين، مثل الموظفين الحكوميين والمعلمين الخاصين. بعد ذلك، تم نشر هذا البرنامج تدريجيًا على الجمهور العام ليحقق أخيرًا تغطية شاملة في عام 1989. على الرغم من قدرته على تحقيق الرعاية الصحية الشاملة، فقد أدى هذا البرنامج إلى المزيد من قضايا الإنصاف داخل المجتمع إذ قام بتصنيف الأشخاص ضمن فئات مختلفة بناءً على العوامل الديموغرافية مثل الموقع الجغرافي ونوع الوظيفة. تلقت هذه المجموعات المختلفة في النهاية تغطية مختلفة من مقدمي الرعاية الصحية الخاصين بهم.
اعتمد نظام الرعاية الصحية يعتمد في البداية على جمعيات التأمين غير الربحية لإدارة وتوفير تغطية التأمين الصحي. مع توسّع البرنامج من عام 1977 حتى عام 1989، قررت الحكومة السماح لجمعيات التأمين المختلفة بتوفير التغطية الأشمل لشرائح مختلفة من السكان من أجل تقليل التدخل الحكومي في نظام التأمين الصحي. أنتج هذا في النهاية نظامًا غير فعال على الإطلاق، ما أدى إلى وجود أكثر من 350 جمعية تأمين صحي. سعى برنامج إصلاح رئيسي لتمويل الرعاية الصحية في عام 2000 إلى دمج جميع الجمعيات الطبية في دائرة التأمين الصحي الوطنية (إن إتش آي إس). أصبحت هذه الخدمة الجديدة تُعرف بنظام أحادي الدافع في عام 2004. حدثت فترة من التأخير دامت لأربع سنوات نتيجة الخلافات في الهيئة التشريعية حول كيفية تقييم الأفراد العاملين لحسابهم الخاص بالشكل الصحيح من أجل تحديد مساهمتهم.
في عام 2000، أدخل قانون التأمين الصحي الوطني نظام التعيين الإلزامي على المستشفيات والعيادات. بموجب هذا النظام، يُطلب من جميع المستشفيات والعيادات في كوريا الجنوبية أن يتم تصنيفها كمؤسسات رعاية طبية وهي ملزمة بتقديم خدمات الرعاية الطبية للملتحقين بالبرنامج الوطني للتأمين الصحي، والذي يشمل جميع المواطنين تقريبًا.
في عام 2024، أعلنت وزارة الصحة والرعاية الاجتماعية عن خطة شاملة 2024-28 مدعومة بأكثر من 10 تريليون وون (7.47 بليون دولار أمريكي)، بهدف التعويض الأمثل عن «الخدمات الطبية الأساسية المهملة لحل مشكلة النقص في الكادر المهني الطبي في قطاعات معينة، وكذلك استهداف قضايا المعالجة والإنفاق المفرط في نظام الرعاية الصحية الوطني». في ضوء معالجة مشكلة ارتفاع وتيرة الزيارات السنوية وتحفيز الاستخدام المسؤول لنظام التأمين الصحي الوطني، أعلنت الوزارة عن خطط لتعديل معدلات المرضى بناءً على استخدام النظام: المرضى الذين لديهم ميل واضح للإفراط في الاستخدام سيحصلون على معدلات معدلة - أي المرضى سيكونون مسؤولين عن نسبة أعلى من تكلفة العلاج.
في عام 2024، حكمت المحكمة العليا في كوريا الجنوبية لصالح زوجين مثليين يسعيان للحصول على تغطية زوجية لمزايا التأمين الصحي الوطني، في قرار تاريخي اعترف بتغطية الأزواج المثليين كمعالين مؤهلين، وأن عدم توفير التغطية هو تمييز ظالم بدون سبب منطقي، وبالتالي انتهاك المبدأ الدستوري للمساواة بموجب المادة 11 من دستور جمهورية كوريا الذي يقضي بأن جميع المواطنين متساوون أمام القانون وألا يكون هناك تمييز في الحياة السياسية أو الاقتصادية أو الاجتماعية أو الثقافية على أساس الجنس أو الدين أو المركز الاجتماعي.

### التمويل
يتم تمويل نظام التأمين الصحي من خلال المساهمات والإعانات الحكومية والرسوم الإضافية للتبغ، وتُعتبر المؤسسة الوطنية للتأمين الصحي هي المؤسسة الرئيسية الأعلى. اعتبارًا من 1 يناير عام 2021، بلغ معدل الأقساط المعمول به، بما في ذلك التأمين على الرعاية طويلة الأجل، قرابة 7,65% من نسبة الأجور الشهرية (التي تحدد حاليًا بمساهمة شهرية إجمالية قدرها 7,047,900 وون، رهنًا بالتغير في عام 2022)؛ بالتساوي بين أرباب العمل والموظفين بنسبة 3.825 في المئة لكل منهما. تكون مساهمات الموظفين في البرنامج قابلة للخصم في حساب الدخل الخاضع للضريبة. توفر الحكومة الوطنية 14٪ من إجمالي مبلغ التمويل وتمثل الرسوم الإضافية للتبغ 6٪ من التمويل. ارتفع إجمالي الإنفاق على التأمين الصحي كنسبة مئوية من الناتج المحلي الإجمالي من 4.0 في المئة في عام 2000 إلى 7.1 في المئة في عام 2014.
تُعد المؤسسة الوطنية للتأمين الصحي، التي تشرف عليها وزارة الصحة والرعاية الاجتماعية، مسؤولة عن توفير الرعاية الصحية من خلال خدمة التأمين الصحي الوطنية. يُطلب من مواطني كوريا الجنوبية المساهمة في النظام من خلال ضرائب الرواتب لتأمين أنفسهم ومعاليهم. يخصم ما متوسطه 5 في المئة من كشوف المرتبات من الدخل الشهري للموظفين، مقسمة بين الموظف وصاحب العمل. يُطلب أيضًا من العاملين لحسابهم الخاص دفع الاشتراكات عن طريق الضرائب على أساس مستوى دخلهم. تتلقى الأسر من ذوي الدخل المنخفض وغير القادرة على دفع اشتراكات التأمين الصحي الوطني تأمينًا صحيًا من خلال برنامج المعونة الطبية. يتم تمويله بشكل مشترك من قِبَل الحكومة المركزية والحكومات المحلية، وتختار الحكومات المحلية المستفيدين.
في عام 2014، بلغ إجمالي الإنفاق الصحي للفرد 2531 دولارًا أمريكيًا، مقارنةً بمتوسط عالمي قدره 1058 دولارًا أمريكيًا، وبلغ الإنفاق الحكومي على الصحة للفرد 1368 دولارًا أمريكيًا.
وفقًا لمسح أجرته دائرة التأمين الصحي الوطنية (إن إتش آي إس)، فإن 77٪ من السكان يتمتعون بحق تأمين صحي خاص. يرجع ذلك إلى أن الخطة الصحية الوطنية تغطي 60٪ على الأكثر من كل فاتورة طبية.